# Protesty proti pochodu Belgrade Pride (2010)
Protesty proti pochodu Belgrade Pride nebo Bělehradské nepokoje proti homosexuálům byl násilný incident proti LGBT osobám, ke kterému došlo 10. října 2010 během pridu pořádaného na podporu práv LGBT osob v Srbsku. Průvod homosexuálů se v Bělehradě konal poprvé od roku 2001; plánovaný průvod v roce 2009 byl zrušen kvůli hrozbě násilí.
Protivládní a protihomosexuální demonstranti bojovali s asi 5 000 ozbrojenými policisty, házeli zápalné lahve, cihly, kameny, skleněné lahve a petardy; policie použila slzný plyn a gumové projektily. Nedošlo k žádnému úmrtí.

## Výsledky

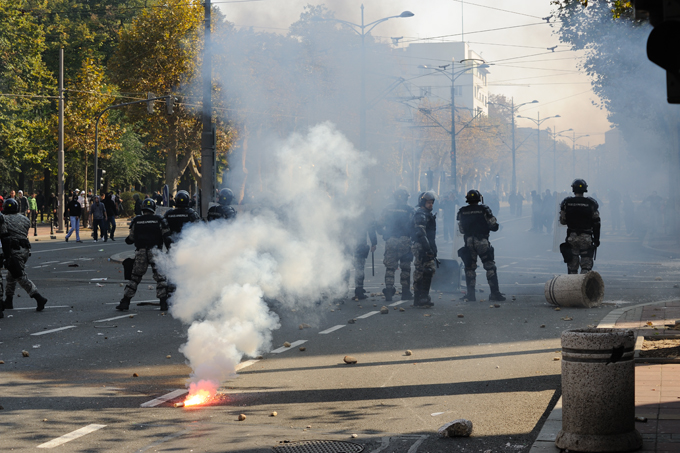
Střety mezi Žandarmerijí

Policie uvedla, že 78 policistů a 17 civilistů bylo zraněno a 101 osob bylo zadrženo pro násilné chování. Zapálena byla garáž budovy vládnoucí proevropské Demokratické strany, poškozena byla také budova státní televize a sídla dalších politických stran. Přehlídka byla vnímána jako zkouška pro srbskou vládu, která prohlásila, že bude chránit lidská práva v Srbsku, které se snaží stát členem EU. Jelko Kacin, který předsedá hodnocení Srbska Evropskou unií, uvedl, že neschopnost Srbska zastavit nepokoje by mohla poškodit jeho snahu o vstup do EU. Dva dny po nepokojích navštívila Bělehrad americká ministryně zahraničí Hillary Clintonová a pochválila srbskou vládu za ochranu lidských práv účastníků průvodu.